# The Other Side of the Kaleidyscope Tour
The Other Side of the Kaleidyscope Tour var en mindre turné af det amerikanske rockband Smashing Pumpkins. Turnéen varede fra 5. oktober til 9. december 2011.
The Other Side of the Kaleidyscope Tour var den anden turné til fordel for bandets syvende studiealbum, Teargarden by Kaleidyscope, der løbende siden december 2009 har været blevet udgivet én sang ad gangen via internettet. Denne turné foregik umiddelbart efter indspilningerne af albummet Oceania, der er en del af Teargarden by Kaleidyscope-projektet. Oprindeligt var det meningen, at Oceania skulle have været udgivet lige inden turnéens start, men udgivelsen blev udskudt til sommeren 2012. 
Turnéen bestod af 37 koncerter i 35 byer i USA og Europa. Bandet bestod af Billy Corgan, Jeff Schroeder, Nicole Fiorentino og Mike Byrne.
I løbet af den europæiske del af turnéen kom Smashing Pumpkins forbi Danmark, og bandet spillede i Den Grå Hal i København d. 5. november 2011.

## Sange
Eftersom turnéen blev foretaget i forbindelse med udgivelsen af Teargarden by Kaleidyscope og Oceania, spillede bandet primært de nye sange. De mest spillede nye sange var "Quasar", "Panopticon", "Oceania", "Pale Horse" og "Lightning Strikes". 
Fra bandets tidligere album var "Siva" og "Window Paine" fra Gish, "Cherub Rock", "Silverfuck", "Geek U.S.A." og "Soma" fra Siamese Dream, "Muzzle" og "Thru the Eyes of Ruby" fra Mellon Collie and the Infinite Sadness og "For Martha" fra Adore blandt de mest spillede numre på turnéen. B-siderne "Frail and Bedazzled" og "Starla" fra Pisces Iscariot blev også spillet ved de fleste koncerter. 

## Bandet
- Billy Corgan (sang, guitar)
- Jeff Schroeder (guitar)
- Nicole Fiorentino (bas)
- Mike Byrne (trommer)

## Koncerten i Den Grå Hal d. 5. november 2011
Koncerten varede to timer og var bandets tiende på dansk jord. Det var bandet Ringo Deathstarr, der åbnede for Smashing Pumpkins ved koncerten på Christiania. Under koncerten ændrede Billy Corgan teksten i bandets seneste single, "Owata". I stedet for at synge "Oh Chicago, I'm coming home to you" sang han "Oh Christiania". 

### Sætliste
- "Quasar"
- "Panopticon"
- "Starla"
- "Geek U.S.A."
- "Muzzle"
- "Window Paine"
- "Lightning Strikes"
- "Soma"
- "Siva"
- "Oceania"
- "Frail and Bedazzled"
- "Silverfuck"
- "Pinwheels"
- "Pale Horse"
- "Thru the Eyes of Ruby"
- "Cherub Rock"
- "Owata"
- "My Love is Winter"
- "For Martha"

Ekstranumre:
- "Zero"
- "Bullet with Butterfly Wings"

### Bandet
- Billy Corgan (sang, guitar)
- Jeff Schroeder (guitar)
- Nicole Fiorentino (bas)
- Mike Byrne (trommer)